# エドゥアルド・ストレリツォフ・スタジアム
エドゥアルド・ストレリツォフ・スタジアム (露:Стадион Эдуарда Стрельцова、英:Eduard Streltsov Stadium) は、ロシア・モスクワにあるスタジアムである。1959年に完成。収容人数は13,200人。1978年から1996年まではトルペド・モスクワの本拠地であり、旧名は「トルペド・スタジアム」だったが、現在は「エドゥアルド・ストレリツォフ・スタジアム」と改称され、FCモスクワの本拠地として使用されている。スタジアム名の由来はソ連のサッカー選手のエドゥアルド・ストレリツォフ。
2022年に建て替えのため閉鎖。2026年に新スタジアムが完成予定